# Sìn Hồ (thị trấn)
Sìn Hồ là thị trấn huyện lỵ của huyện Sìn Hồ, tỉnh Lai Châu, Việt Nam.

## Địa lý
Thị trấn Sìn Hồ có vị trí địa lý:
- Phía bắc và phía đông giáp xã Phăng Sô Lin
- Phía nam giáp xã Sà Dề Phìn
- Phía tây giáp xã Tả Phìn.

Thị trấn Sìn Hồ có diện tích 9,51 km² và dân số năm 2009 là 3.995 người, trong đó có 2.051 nam và 1.944 nữ.

## Lịch sử
Thị trấn Sìn Hồ được thành lập vào ngày 23 tháng 2 năm 1977 trên cơ sở trên cơ sở toàn bộ diện tích và dân số của xã Tả Xử Chồ.

## Hành chính
Thị trấn Sìn Hồ được chia thành 5 khu phố được đánh số từ 1 đến 5 và các bản: Sìn Hồ Dao,  Sìn Hồ Vây.

## Giao thông
Thị trấn Sìn Hồ nằm trên tuyến tỉnh lộ 128, trên địa bàn thị trấn có suối Sìn Hồ, suối Hồng Hồ và suối Hoàng Hồ.